# Österreichische Fußball-Frauenmeisterschaft 1975/76
Die österreichische Fußball-Frauenmeisterschaft 1975/76 war die vierte Meisterschaft im österreichischen Frauenfußball nach der 35-jährigen Pause zwischen 1938 und 1972. Sie bestand aus der siebten Auflage einer höchsten Spielklasse (Damenliga Ost – 1. Leistungsstufe) und wurde vom Wiener Fußball-Verband veranstaltet. Meister wurde USC Landhaus, der damit seinen zweiten Titel gewann.

## Erste Leistungsstufe – Damenliga Ost

### Modus
Jeder spielte gegen jeden viermal in insgesamt 20 Runden. Ein Sieg wurde mit zwei Punkten belohnt, ein Unentschieden mit einem Zähler.

### Saisonverlauf
Die Liga setzte sich gegenüber dem Vorjahr, in dem acht Teams teilnahmen, nun wieder aus sechs Vereinen zusammen, wobei lediglich vier der Mannschaften auch letzte Saison dabei waren. Auch der Meister von 1974/75, der KSV Ankerbrot Wien, war nicht vertreten.

### Abschlusstabelle
Die Meisterschaft endete mit folgendem Ergebnis:
| Pl.                            | Verein                  | Sp. | S  | U | N  | Tore    | Diff. | Punkte |
| ------------------------------ | ----------------------- | --- | -- | - | -- | ------- | ----- | ------ |
| 1.                             | USC Landhaus (C)        | 20  | 14 | 1 | 5  | 044:200 | +24   | 29     |
| 2.                             | DFC Ostbahn XI          | 20  | 12 | 4 | 4  | 053:230 | +30   | 28     |
| 3.                             | SV Kagran               | 20  | 11 | 3 | 6  | 043:220 | +21   | 25     |
| 4.                             | SV Elektra Wien (N)     | 20  | 11 | 2 | 7  | 050:260 | +24   | 24     |
| 5.                             | USC Halbturn            | 20  | 4  | 4 | 12 | 022:520 | −30   | 12     |
| 6.                             | SV Enzesfeld-Hirtenberg | 20  | 0  | 2 | 18 | 004:730 | −69   | 02     |
| Stand: Endstand. Quelle: RSSSF |                         |     |    |   |    |         |       |        |

| (M) | Österreichischer Fußball-Frauenmeister 1974/75 |
| (C) | ÖFB-Ladies-Cup-Sieger 1974/75                  |
| (N) | Neuaufsteiger der Saison 1974/75               |

Aufsteiger
- Burgenland: ESV Parndorf
- Niederösterreich: SC Drasenhofen
- Wien: keiner